# Alsophylax pipiens
Espèce
Synonymes
- Lacerta pipiens Pallas, 1827

Statut de conservation UICN

 LC  : Préoccupation mineure
Alsophylax pipiens est une espèce de geckos de la famille des Gekkonidae.

## Répartition
Cette espèce se rencontre :
- en Mongolie dans le desert de Gobi ;
- en Chine  ;
- au Kazakhstan ;
- en Russie entre la Volga et l'Oural ;
- en Ouzbékistan ;
- au Turkménistan ;
- en Afghanistan ;
- en Iran.

## Description
C'est un gecko insectivore, nocturne et terrestre qui vit dans le désert ou les régions semi-désertiques.
Ils sont assez élancés, sans être sveltes, avec des pattes plutôt fines, de longs doigts et une queue assez épaisse. La couleur de base est le gris, beige ou marron clair, avec des bandes transversales plus sombres sur le dos. La face ventrale est blanc-beige.
La ponte se fait entre fin mai et fin juin. Les petits qui apparaissent en juillet font environ trois centimètres à la naissance.

## Étymologie
Le nom de cette espèce vient du latin pipire, piauler, en référence au cri que peut pousser ce gecko.

## Publication originale
- Pallas,  1827 : Zoographia Rosso-Asiatica, sistens omnium animalium in extsenso imperio rossico et adjacentibus maribus observatorum recensionexu, domicilia, mores et descriptiones, anatomen atque icones plurimorum. Volumen Tertum, Caes. Acad. Sci., Petropoli.